# Verwaltungsgerichtsbarkeit (Polen)
Die Verwaltungsgerichtsbarkeit ist der Zweig der polnischen Gerichtsbarkeit, der der gerichtlichen Kontrolle des Handelns der öffentlichen Verwaltung dient. 

## Geschichte
In der zweiten polnischen Republik bestand eine Verwaltungsgerichtsbarkeit. Grundlage war Art. 73 der März-Verfassung von 1921. Danach bestand eine einstufige Gerichtsorganisation in Form des Obersten Verwaltungsgerichtshofs (Najwyższy Trybunał Administracyjny, NTA). 1935 wurde auch ein Verwaltungsgericht für Invaliden (Inwalidzki Sąd Administracyjny, ISA) geschaffen. Mit der Besetzung Polen durch das nationalsozialistische Deutsche Reich und die Sowjetunion 1939 endete die Tätigkeit der polnischen Verwaltungsgerichte.
In der Volksrepublik Polen wurde nach dem Zweiten Weltkrieg keine Verwaltungsgerichtsbarkeit eingerichtet. Die Kleine Verfassung von 1947 regelte zwar „...Besonderes Gesetz legt das Prozedere und das Sachgebiet der zuständigen Organe über die Rechtsprechung von Konformität der Verwaltungsentscheidungen im Bereich der öffentlichen Verwaltung fest“, umgesetzt wurde dies jedoch nicht. Die Verfassung der Volksrepublik Polen von 1952 erwähnte die Verwaltungsgerichtsbarkeit nicht mehr. Dies entsprach der Vorstellung der kommunistischen Machthaber, dass im „Arbeiter-und-Bauern-Staat“ ein potenzieller Interessenkonflikt zwischen dem Bürger und dem Staat eo ipso nicht bestehen könne. 1980 wurde nach den August-Streiks 1980 in Polen vom Regime erstmals die Bildung freier Gewerkschaften zugelassen, die vorher mit gleicher Begründung verweigert worden waren. Bereits mit Gesetz über das Hauptverwaltungsgericht (Naczelny Sąd Administracyjny, NSA) vom 31. Januar 1980 ein polnisches Verwaltungsgericht neu gebildet worden. Untergerichte wurden nicht eingerichtet, neben dem Hauptsitz in Warschau wurden aber zusätzlich auswärtige (lokale) Vertretungen in Danzig, Kattowitz, Krakau, Posen und Breslau eingerichtet. Das Gericht unterstand der Aufsicht des obersten Gerichtshofs, seine Kompetenzen waren durch eine enumerative Aufzeichnung einzelner Verwaltungsakte begrenzt.
Nach dem Zusammenbruch der kommunistischen Herrschaft wurde am 24. Mai 1990 die enumerative Zuständigkeitsaufzählung durch eine Generalklausel ersetzt. Mit Gesetz vom 11. Mai 1995 regelte die Verwaltungsgerichtsbarkeit im demokratischen Sinne neu. Mit dem Gesetz vom 25. Juli 2002 über das Verwaltungsgerichtverfassungsrecht, dem Gesetz vom 30. August 2002 über Verwaltungsverfahrensrecht und dem Gesetz vom 
30. August 2002 über Ausführungsvorschriften zum Verwaltungsgerichtverfassungsrecht und Verwaltungsverfahrensrecht wurde die heutige zweistufige Verwaltungsgerichtsbarkeit eingeführt.

## Organisation der Verwaltungsgerichtsbarkeit
Die Verwaltungsgerichtsbarkeit hat einen zweistufigen Aufbau. Die Woiwodschaftsverwaltungsgerichte (eines pro Woiwodschaft oder Bezirk) (wojewódzkie sądy administracyjne, WSA) bilden die erste Instanz in Verwaltungsangelegenheiten. Eine Berufung ist beim Obersten Verwaltungsgericht (Naczelny Sąd Administracyjny) möglich.
In Polen bestehen damit folgende Woiwodschaftsverwaltungsgerichte:
| Verwaltungsgericht                       | Polnischer Name                                         | Sitz                                                |
| ---------------------------------------- | ------------------------------------------------------- | --------------------------------------------------- |
| Verwaltungsgericht (Białystok)           | Wojewódzki Sąd Administracyjny w Białymstoku            | Białystok                                           |
| Verwaltungsgericht (Bydgoszcz)           | Wojewódzki Sąd Administracyjny w Bydgoszczy             | Bydgoszcz (Bromberg))                               |
| Verwaltungsgericht Danzig                | Wojewódzki Sąd Administracyjny w Gdańsku                | Gdańsk (Danzig)                                     |
| Verwaltungsgericht (Gliwice)             | Wojewódzki Sąd Administracyjny w Gliwicach              | Gliwice (Gleiwitz)                                  |
| Verwaltungsgericht (Gorzów Wielkopolski) | Wojewódzki Sąd Administracyjny w Gorzowie Wielkopolskim | Gorzów Wielkopolski (Landsberg an der Warthe)       |
| Verwaltungsgericht (Kielce)              | Wojewódzki Sąd Administracyjny w Kielcach               | Kielce                                              |
| Verwaltungsgericht (Kraków)              | Wojewódzki Sąd Administracyjny w Krakowie               | Krakau (Kraków)                                     |
| Verwaltungsgericht (Lublin)              | Wojewódzki Sąd Administracyjny w Lublinie               | Lublin                                              |
| Verwaltungsgericht (Łódź)                | Wojewódzki Sąd Administracyjny w Łodzi                  | Łódź (Lodz)                                         |
| Verwaltungsgericht (Olsztyn)             | Wojewódzki Sąd Administracyjny w Olsztynie              | Olsztyn (Allenstein)                                |
| Verwaltungsgericht (Opole)               | Wojewódzki Sąd Administracyjny w Opolu                  | Opole (Oppeln)                                      |
| Verwaltungsgericht (Posen)               | Wojewódzki Sąd Administracyjny w Poznaniu               | Poznań (Posen)                                      |
| Verwaltungsgericht (Rzeszów)             | Wojewódzki Sąd Administracyjny w Rzeszowie              | Rzeszów                                             |
| Verwaltungsgericht (Szczecin)            | Wojewódzki Sąd Administracyjny w Szczecinie             | Szczecin (Stettin)                                  |
| Verwaltungsgericht (Warschau)            | Wojewódzki Sąd Administracyjny w Warszawie              | Warszawa (Warschau), mit einer Nebenstelle in Radom |
| Verwaltungsgericht (Breslau)             | Wojewódzki Sąd Administracyjny w Wrocławiu              | Radom (Breslau                                      |

.